# XIX Corpo d'armata (Regio Esercito)
Il XIX Corpo d'armata è stato una grande unità militare del Regio Esercito italiano attivo durante la Seconda guerra mondiale.

## Storia
Il XIX Corpo d'Armata viene costituito e mobilitato a Bolzano il 3 marzo 1942 e assume alle dipendenze comandi, reparti e servizi territoriali.
Nel corso del 1942 ha l'incarico di riorganizzare le:
- 103ª Divisione fanteria "Piacenza" (Gen. Carlo Rossi), nel luglio 1943 viene trasferita in Lazio, con comando a Velletri, alle dipendenze del XVII Corpo d'armata (Gen. Giovanni Zanghieri, in Velletri), del Comando "Difesa di Roma" già 3ª Armata (Gen.C.A. Mario Roatta, in Monterotondo), con l'incarico di realizzare la seconda linea di difesa costiera del settore compreso fra la foce del Garigliano e quella dell'Ardea;
- 104ª Divisione fanteria "Mantova" (Gen. Guido Bologna), nel gennaio 1943 viene trasferita in Calabria, con comando prima a Nicastro poi a Tiriolo, alle dipendenze del XXXI Corpo d'Armata (Gen. Camillo Mercalli, in Soveria Mannelli), della 7ª Armata (Gen. Mario Arisio, in Potenza), con l'incarico di realizzare la seconda linea di difesa costiera del settore compreso fra Catanzaro e Sant'Eufemia.

Il 1º maggio 1943 lascia il territorio di Bolzano e si trasferisce in Campania, con comando a Curti, alle dipendenza della 7ª Armata.
Intanto assicura la difesa costiera della Campania fino alla data di proclamazione dell'armistizio di Cassibile.
Viene sciolto l'11 settembre 1943 a Curti in conseguenza degli eventi determinati dal detto armistizio e prende la denominazione di Comando FF.AA. della Campania.

## Ordine di battaglia
All'Armistizio dell'8 settembre 1943 era così costituito:
- Comando Supremo italiano (Capo di Stato Maggiore Generale: Gen.A. Vittorio Ambrosio, Sottocapo di Stato Maggiore Generale Intendente: Gen.C.A. Francesco Rossi, Addetto Generale: Gen.B.  Giuseppe Castellano, in Roma)
  - Stato Maggiore del Regio Esercito (Capo di Stato Maggiore: Gen.C.A. Mario Roatta, in Roma):
    - Gruppo d'Armate Sud (Comandante Gen. Principe di Piemonte Umberto di Savoia, in Sessa Aurunca):
      - 7ª Armata (Comandante: Gen.d.A. Mario Arisio, in Potenza):
        - XIX Corpo d'Armata (Comandante: Gen.C.A. Riccardo Pentimalli, Capo di Stato Maggiore: Col. Ugo Almici, in Curti):
          - 9ª Divisione Fanteria "Pasubio" (Comandante: Gen.B. Carlo Biglino, in Grazzanise):
            - 79º Reggimento Fanteria Divisionale
            - 80º Reggimento Fanteria Divisionale
            - 8º Reggimento Artiglieria Divisionale
            - 9ª Compagnia Cannoni Controcarro da 47/32
            - IX Battaglione Mortai Divisionale
            - 30ª Compagnia Genio Artieri
            - 9ª Compagnia Genio Telegrafisti e Radiotelegrafisti
            - 95ª Sezione Genio Fotoelettricisti
            - Servizi Divisionali

          - 222ª Divisione Costiera (Comandante: Gen.B. Ferrante Vincenzo Gonzaga, Capo di Stato Maggiore: Magg. Luigi Pinna, in Buccoli di Conforti):
            - 17º Reggimento Fanteria Costiero (in Battipaglia, controllo della fascia costiera tra Capo d'Orso e Punta Licosa):
              - 162º Battaglione Fanteria Costiera (Comandante: Magg. Donizio Ferrari, in Agropoli):
                - 3 Compagnie Fucilieri Fanteria Costiera
                - 2 Compagnie Mitraglieri Fanteria Costiera

              - 239º Battaglione Fanteria Costiera (in Salerno):
                - 2 Compagnie Fucilieri Fanteria Costiera
                - 2 Compagnie Mitraglieri Fanteria Costiera

              -  ??? Battaglione Fanteria Costiera:
                - 2 Compagnie Fucilieri Fanteria Costiera
                - 2 Compagnie Mitraglieri Fanteria Costiera

            - 18º Reggimento Fanteria Costiero (in Sapri), controllo della fascia costiera tra Punta Licosa a Castrocucco):
              -  ??? Battaglione Fanteria Costiera
              -  ??? Battaglione Fanteria Costiera
              -  ??? Battaglione Fanteria Costiera

            - 3 Gruppi Artiglieria Costiera:
              - 10 Batterie Artiglieria Costiera

            - 2 Compagnie Mitraglieri da Posizione
            - Servizi Divisionali:
              - Servizio Sanitario (Comandante: Cap.Med. Mario Petrosino)
              - Altri Servizi

          - XXXII Brigata Costiera (in costituzione, Comandante: Gen. Euclide Fantoni, in Villa Literno):
            - 16º Reggimento Fanteria Costiero (2 Battaglioni) (in Villa Literno)
            - 187º Reggimento Fanteria Costiero (3 Battaglioni)
            - 1 Raggruppamento di Formazione Artiglieria Costiera (10 Batterie)

          - Comando Difesa Porto di Napoli (Comandante: Gen. Ettore Marino, in Castel Sant'Elmo-Napoli):
            - 117º Reggimento Fanteria Costiero
            - 151º Reggimento Fanteria Costiero (2 Battaglioni)
            - 14º Raggruppamento Artiglieria Guardia alla Frontiera (17 Batterie)
            - 1 Compagnia Mitraglieri da Posizione

          - Comando Difesa Territoriale di Napoli / 19º Zona Militare "Napoli" (Comandante: Gen. Ettore Deltetto, in Napoli):
            - Truppe di Corpo d'Armata
            - Legione Territoriale Carabinieri Reali "Napoli"
            - Scuola Militare "Nunziatella" (in Napoli)
            - Scuola Allievi Sottoufficiali di Fanteria
            - Deposito 51ª Divisione Fanteria "Siena"
            - C Brigata Fanteria di Marcia
            - Comando Artiglieria XIX Corpo d'Armata (Gen. Attilio Tomaselli)
            - 19ª Legione Difesa Controaerea Territoriale
            - DXXXVIII Battaglione Milizia Territoriale Mobile "Napoli"
            - DXLI Battaglione Milizia Territoriale Mobile "Caserta"
            - DXLIV Battaglione Milizia Territoriale Mobile "Avellino"
            - DXLV Battaglione Milizia Territoriale Mobile "Castellammare di Stabia"
            - 2ª Legione Milizia Portuaria
            - 8º Legione Milizia Forestale
            - 10ª Legione Milizia Ferroviaria
            - 4º Gruppo Reparti Milizia Stradale
            - CXXX Reggimento Genio di Marcia
            - 118ª Squadriglia Osservazione Aerea (della Regia Aeronautica, in Pontecagnano)
            - Servizi di Corpo d'Armata

## Comandanti
| Grado                      | Nome                | Dal              | Fino al           |
| -------------------------- | ------------------- | ---------------- | ----------------- |
| Generale di divisione      | Arturo Taranto      | 3 marzo 1942     | in sede vacante   |
| Generale di corpo d'armata | Gastone Gambara     |                  |                   |
| Generale di corpo d'armata | Ugo Santovito       | 10 giugno 1942   | 4 settembre 1942  |
| Generale di corpo d'armata | Benvenuto Gioda     | 29 ottobre 1942  | 25 febbraio 1943  |
| Generale di corpo d'armata | Arturo Taranto      | in sede vacante  |                   |
| Generale di corpo d'armata | Enea Navarini       | 15 marzo 1943    | 2 settembre 1943  |
| Generale di corpo d'armata | Riccardo Pentimalli | 2 settembre 1943 | 11 settembre 1943 |